# 제드 리스

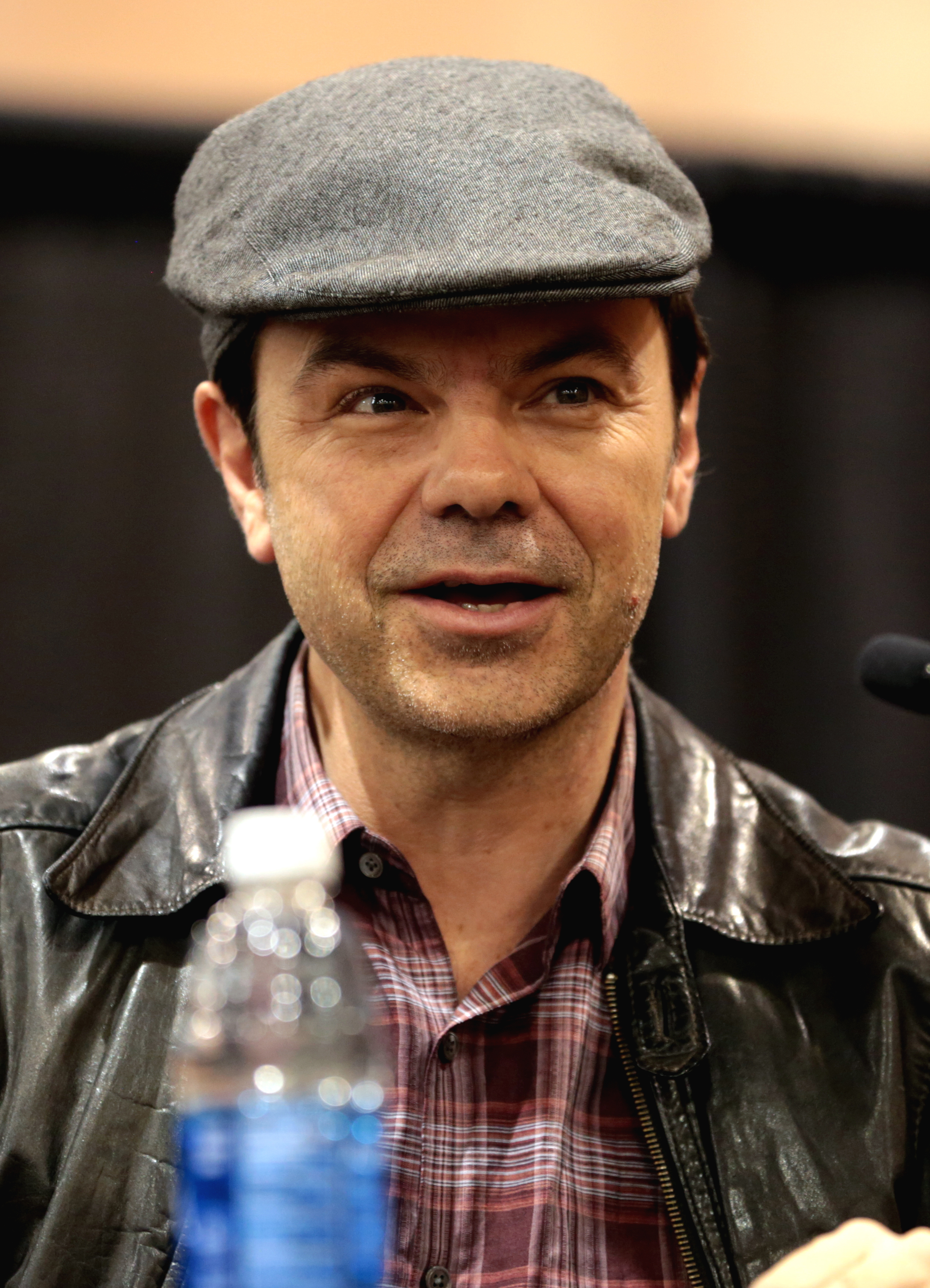

제드 리스(Jed Rees, 1970년 3월 8일 ~ )는 캐나다의 배우, 영화배우, 텔레비전 배우이다.
밴쿠버에서 태어났다.

## 영화
- 아메리칸 메이드 (2017년) - 루이스 핑클 역
- 퓨너럴 데이 (2016년)
- 로스트 솔라스 (2016년)
- 데드풀 (2016년) - 모집요원 역
- 히트 바이 라이트닝 (2014년)
- 가비지 (2011년) - 레니 역
- 쿠키 (2011년) - 버나드 역
- 양파 무비 (2008년)
- 체이싱 크리스마스 (2005년)
- 무모한 도전 (2005년)
- 엘리자베스타운 (2005년) - 척 하스보로 역
- 폭소 기마 특공대 (1999년)
- 갤럭시 퀘스트 (1999년) - 텝 역
- 플래시드 (1999년)
- 어반 사파리 (1996년)
- 페이탈 피어 (1996년)
- 색슨 클럽 (1994년)